# هوفوس بلدال
هوفوس بلدال هو نادي سويدي لكرة القدم  يقع في هوفوس، غوتبورغ.

## وصلات خارجية
- Hovås Billdal IF – الموقع الرسمي للنادي